# Solapur
Solapur là một thành phố và là nơi đặt hội đồng thành phố (municipal corporation) của quận Solapur thuộc bang Maharashtra, Ấn Độ.

## Địa lý
Solapur có vị trí 17°41′B 75°55′Đ / 17,68°B 75,92°Đ Nó có độ cao trung bình là 458 mét (1502 feet).

### Khí hậu
| Dữ liệu khí hậu của Solapur                                             | Dữ liệu khí hậu của Solapur | Dữ liệu khí hậu của Solapur | Dữ liệu khí hậu của Solapur | Dữ liệu khí hậu của Solapur | Dữ liệu khí hậu của Solapur | Dữ liệu khí hậu của Solapur | Dữ liệu khí hậu của Solapur | Dữ liệu khí hậu của Solapur | Dữ liệu khí hậu của Solapur | Dữ liệu khí hậu của Solapur | Dữ liệu khí hậu của Solapur | Dữ liệu khí hậu của Solapur | Dữ liệu khí hậu của Solapur |
| Tháng                                                                   | 1                           | 2                           | 3                           | 4                           | 5                           | 6                           | 7                           | 8                           | 9                           | 10                          | 11                          | 12                          | Năm                         |
| ----------------------------------------------------------------------- | --------------------------- | --------------------------- | --------------------------- | --------------------------- | --------------------------- | --------------------------- | --------------------------- | --------------------------- | --------------------------- | --------------------------- | --------------------------- | --------------------------- | --------------------------- |
| Cao kỉ lục °C (°F)                                                      | 36.7 (98.1)                 | 39.4 (102.9)                | 43.9 (111.0)                | 44.7 (112.5)                | 46.0 (114.8)                | 45.6 (114.1)                | 38.9 (102.0)                | 40.0 (104.0)                | 37.2 (99.0)                 | 38.5 (101.3)                | 36.1 (97.0)                 | 34.7 (94.5)                 | 46.0 (114.8)                |
| Trung bình ngày tối đa °C (°F)                                          | 30.9 (87.6)                 | 34.1 (93.4)                 | 37.4 (99.3)                 | 39.9 (103.8)                | 40.2 (104.4)                | 34.8 (94.6)                 | 31.7 (89.1)                 | 31.0 (87.8)                 | 31.9 (89.4)                 | 32.8 (91.0)                 | 31.2 (88.2)                 | 30.0 (86.0)                 | 33.8 (92.8)                 |
| Tối thiểu trung bình ngày °C (°F)                                       | 16.2 (61.2)                 | 18.2 (64.8)                 | 21.8 (71.2)                 | 24.8 (76.6)                 | 25.2 (77.4)                 | 23.4 (74.1)                 | 22.5 (72.5)                 | 21.9 (71.4)                 | 21.8 (71.2)                 | 21.0 (69.8)                 | 18.2 (64.8)                 | 16.0 (60.8)                 | 20.9 (69.6)                 |
| Thấp kỉ lục °C (°F)                                                     | 4.4 (39.9)                  | 6.1 (43.0)                  | 12.2 (54.0)                 | 13.9 (57.0)                 | 16.1 (61.0)                 | 17.2 (63.0)                 | 16.7 (62.1)                 | 15.0 (59.0)                 | 15.9 (60.6)                 | 12.4 (54.3)                 | 7.8 (46.0)                  | 6.7 (44.1)                  | 4.4 (39.9)                  |
| Lượng Giáng thủy trung bình mm (inches)                                 | 4.6 (0.18)                  | 6.7 (0.26)                  | 5.6 (0.22)                  | 10.0 (0.39)                 | 30.2 (1.19)                 | 119.8 (4.72)                | 131.7 (5.19)                | 135.3 (5.33)                | 189.2 (7.45)                | 89.5 (3.52)                 | 25.1 (0.99)                 | 8.0 (0.31)                  | 755.7 (29.75)               |
| Số ngày mưa trung bình                                                  | 0.2                         | 0.6                         | 0.5                         | 0.9                         | 2.5                         | 7.0                         | 8.8                         | 8.7                         | 9.5                         | 4.5                         | 1.6                         | 0.6                         | 45.4                        |
| Nguồn: India Meteorological Department (record high and low up to 2010) |                             |                             |                             |                             |                             |                             |                             |                             |                             |                             |                             |                             |                             |

## Nhân khẩu
Theo điều tra dân số năm 2001 của Ấn Độ, Solapur có dân số 873.037 người. Phái nam chiếm 51% tổng số dân và phái nữ chiếm 49%. Solapur có tỷ lệ 67% biết đọc biết viết, cao hơn tỷ lệ trung bình toàn quốc là 59,5%: tỷ lệ cho phái nam là 75%, và tỷ lệ cho phái nữ là 58%. Tại Solapur, 13% dân số nhỏ hơn 6 tuổi.